# 너팅 어소시에이츠
너팅 어소시에이츠(Nutting Associates)는 캘리포니아주 마운틴뷰에 본사를 둔 아케이드 게임 제조업체로, 1967년 2월 윌리엄 길버트 너팅(William Gilbert Nutting)이 설립했다. 1977년에 회사는 윌리엄 "시" 레드(William "Si" Redd)에 의해 인수되었으며 결국 서코마(Sircoma)사에 흡수되었다.

## 역사
빌 너팅(Bill Nutting)은 샌프란시스코 백화점에서 구매자로 일하고 있을 때 그의 장인인 리비어 웨어(Revere Ware)의 임원인 허버트 울만(Herbert Ullmann)이 투자자를 찾고 있는 에덱스 티칭 시스템스(Edex Teaching Systems)라는 교육 기술 회사에 대해 그에게 경고했다. 너팅은 1964년 놀리지 컴퓨터(Knowledge Computer)라는 동전으로 작동하는 퀴즈 게임을 만든 회사의 파트너가 되었다. 너팅은 에덱스용 기계를 판매하고 1965년 레이시온(Raytheon)이 에덱스를 인수한 후 해당 기계에 대한 권리를 인수했다. 1966년 1월에 그는 너팅 어소시에이츠는 놀리지 컴퓨터와 마케팅 서비스의 리처드 볼(Richard Ball)이 만든 컴퓨터 퀴즈(Computer Quiz, 1967)라는 장치의 재설계된 버전을 판매한다. 1968년에 이 모델은 솔리드 스테이트 버전으로 재설계되었다.
1971년 놀란 부시넬은 컴퓨터 스페이스(1971) 게임 제작을 위해 너팅 어소시에이츠를 매각했다. 약 1,500대가 생산되었다. 그 후 부시넬은 너팅 어소시에이츠의 게임을 계속 만들기 위해 회사의 큰 소유권 지분을 원했지만 테드 대브니와 함께 아타리를 설립할 기회가 주어지지 않고 떠났다.
너팅 어소시에이츠는 회사가 "시" 레드에 매각된 1977년까지 계속해서 비디오 게임을 제조했다. 새로운 너팅 어소시에이츠사가 네바다에 설립된 후 비디오 포커 제조업체인 서코마에 흡수되었다.
너팅의 형제인 데이브 너팅도 비디오 게임 업계에서 일했다. 그는 1970년대와 80년대 초반에 미드웨이의 많은 게임을 제작한 컨설팅 회사인 데이브 너팅 어소시에이츠(Dave Nutting Associates)를 설립했다.